# Villasequilla
Villasequilla község Spanyolországban, Toledo tartományban. Villasequilla Almonacid de Toledo, La Guardia, Yepes, Huerta de Valdecarábanos és Villamuelas községekkel határos. Lakosainak száma 2621 fő (2024).

## Népesség
A település népessége az utóbbi években az alábbiak szerint változott:
| Lakosok száma | 2307 | 2445 | 2556 | 2632 | 2662 | 2587 | 2510 | 2478 | 2563 | 2621 |
|               | 2001 | 2004 | 2007 | 2009 | 2012 | 2014 | 2017 | 2019 | 2022 | 2024 |